# Тулуніди

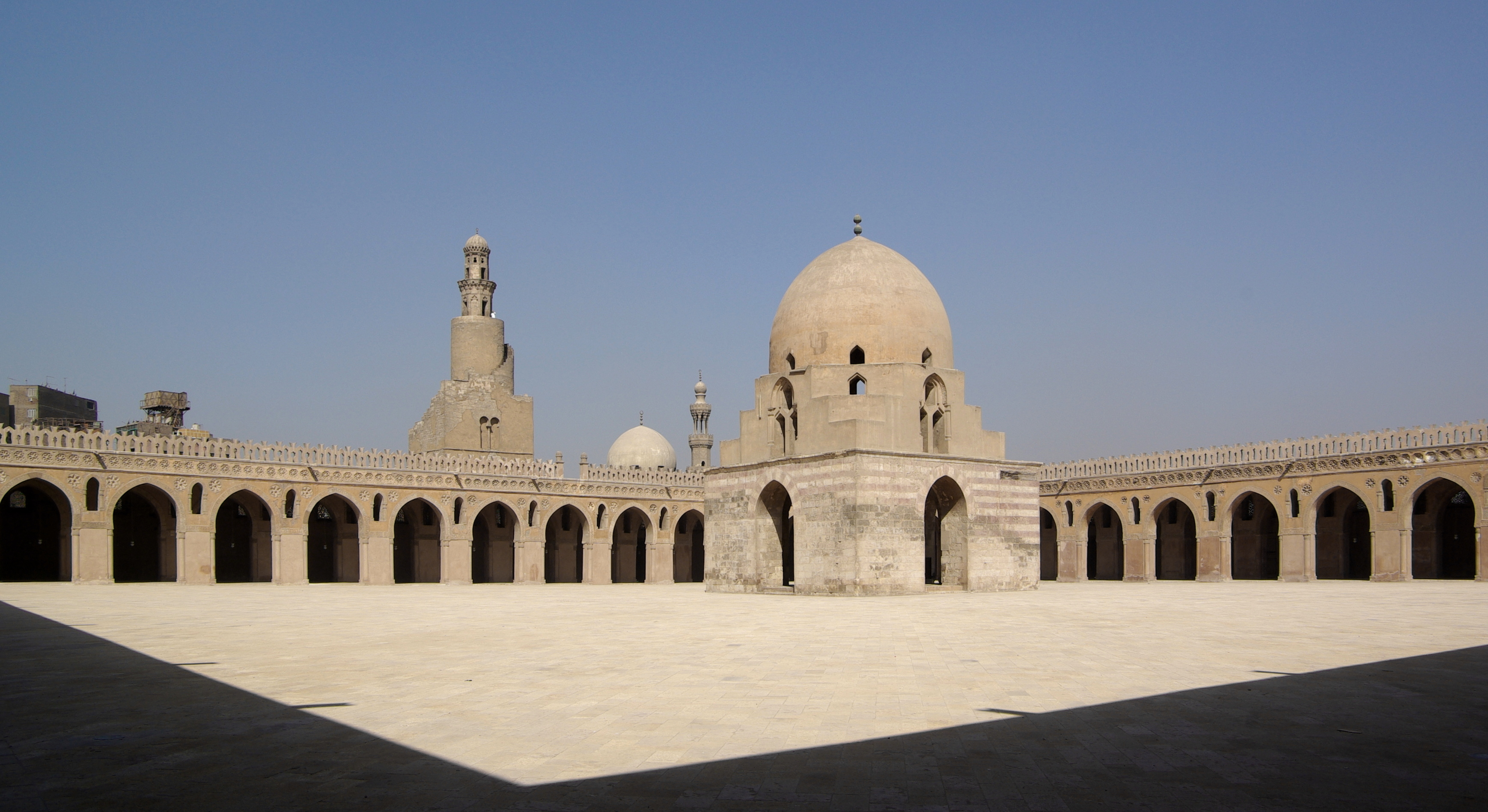
Мечеть Ібн-Тулуна в Каїрі (IX ст.)

Тулуні́ди (араб. طولونيون) — перша, фактично незалежна від Халіфату, династія правителів у Єгипті.

## З історії династії
Династія отримала свою назву на честь її засновника — раба-тюрка на ім'я Тулун, що був присланий саманідським правителем Бухари у дарунок халіфові аль-Ма’муну, і лише завдяки власним силам здобув прихильність правителя й високу придворну посаду. 
Ібн-Тулуна на цій посаді заступив його син Ахмед (855), якого 868 року було призначено намісником Єгипту, і який теж намагався притримуватись незалежницької політики. Так, вже за 10 років (878) халіф дозволив йому включити у свої володіння Сирію. Ці дві провінції (Єгипет і Сирія) залишались під владою Тулунідів до кінця її існування (905).
Правителі тулунідської династії уславились не тільки самостійницькою політикою, а й розгорненням будівництва культових, громадських і житлових будівель. Їхня столиця на території сучасного Каїру (на заході) аль-Катаї фактично злилася зі стародавнім Фустатом. Дотепер, однак, зі збудованого в Каїрі за Тулунідів майже не збереглось нічого, окрім окраси міста і однієї з найдавніших його мечетей — Мечеті Ібн-Тулуна.
Наступниками Тулунідів стали Іхшиди.

## Члени династії
Члени династії Тулунідів: 
- Ахмед (868—884);
- Хумаравейх (884—895);
- Джейш (895—896);
- Гарун (896—904), брат Джейша;
- Шейбан ібн-Ахмед (904—905).